# Universidad Sangmyung
Universidad Sangmyung es una universidad privada, mixta en Corea del Sur. Opera campus en el centro de Seúl y en Cheonan.
La universidad abrió sus puertas en 1937. En 1965, la Academia se convirtió en la universidad del profesor de la mujer y luego a la universidad de las mujeres en 1986. Diez años más tarde, la Universidad de Mujeres Sangmyung comenzó a admitir a hombres. 2006 marcó 10 º aniversario de la Universidad de Sangmyung como una institución coeducacional. De acuerdo con miembros de la facultad, estudiantes, exalumnos y miembros de la comunidad, el movimiento de la Universidad Sangmyung para ampliar las oportunidades de educación a los hombres como a las mujeres ha sido un éxito.

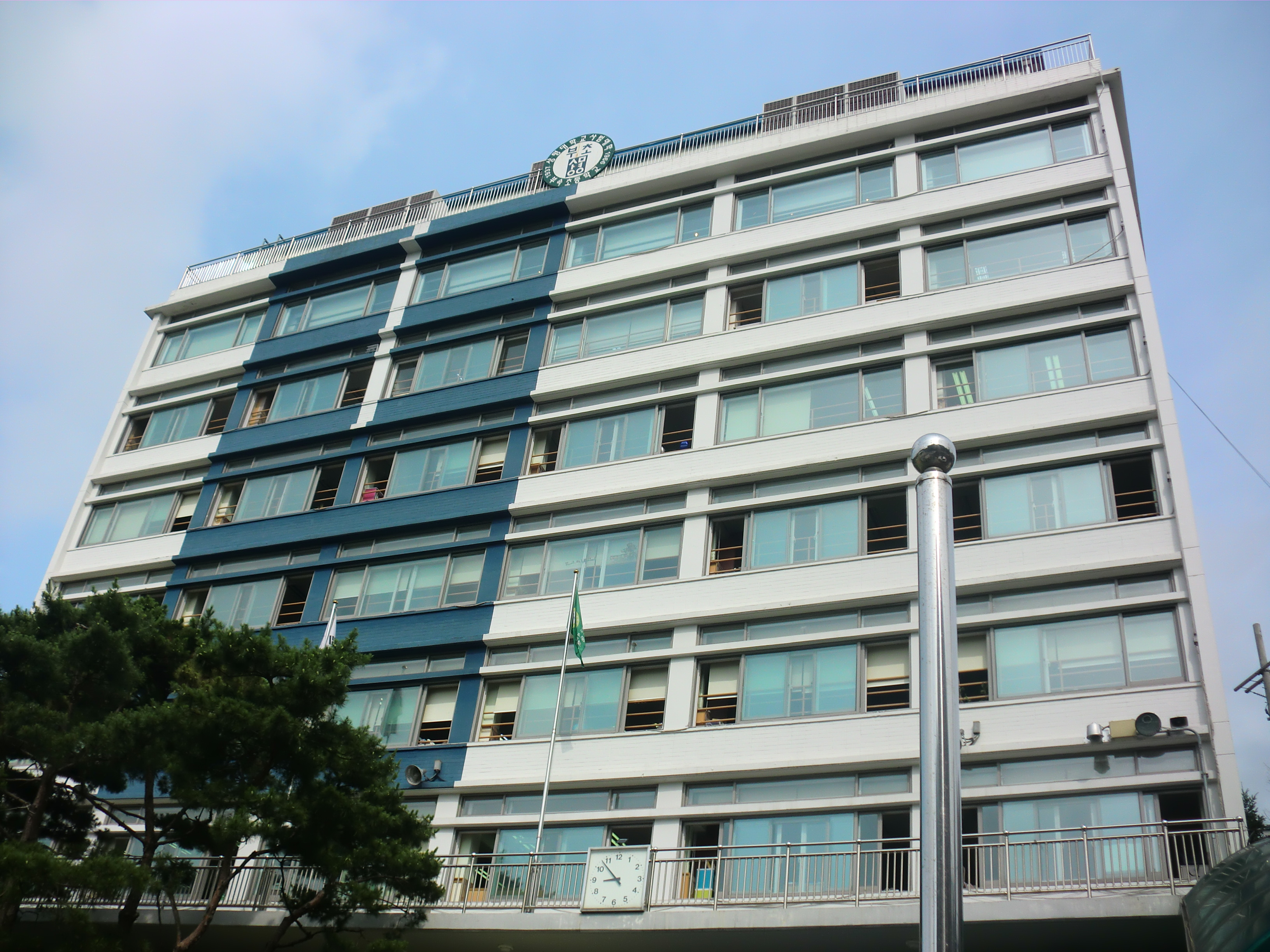
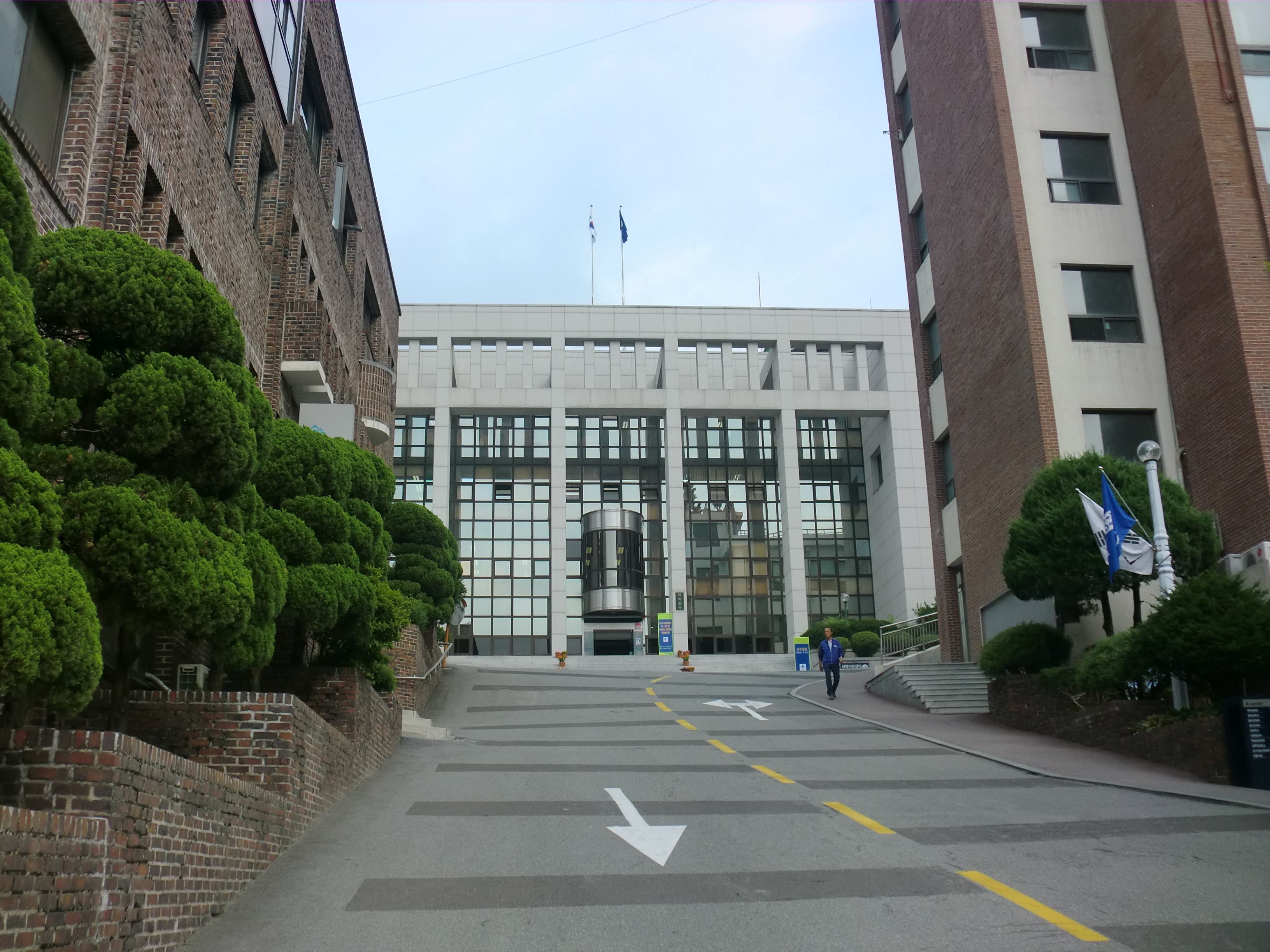
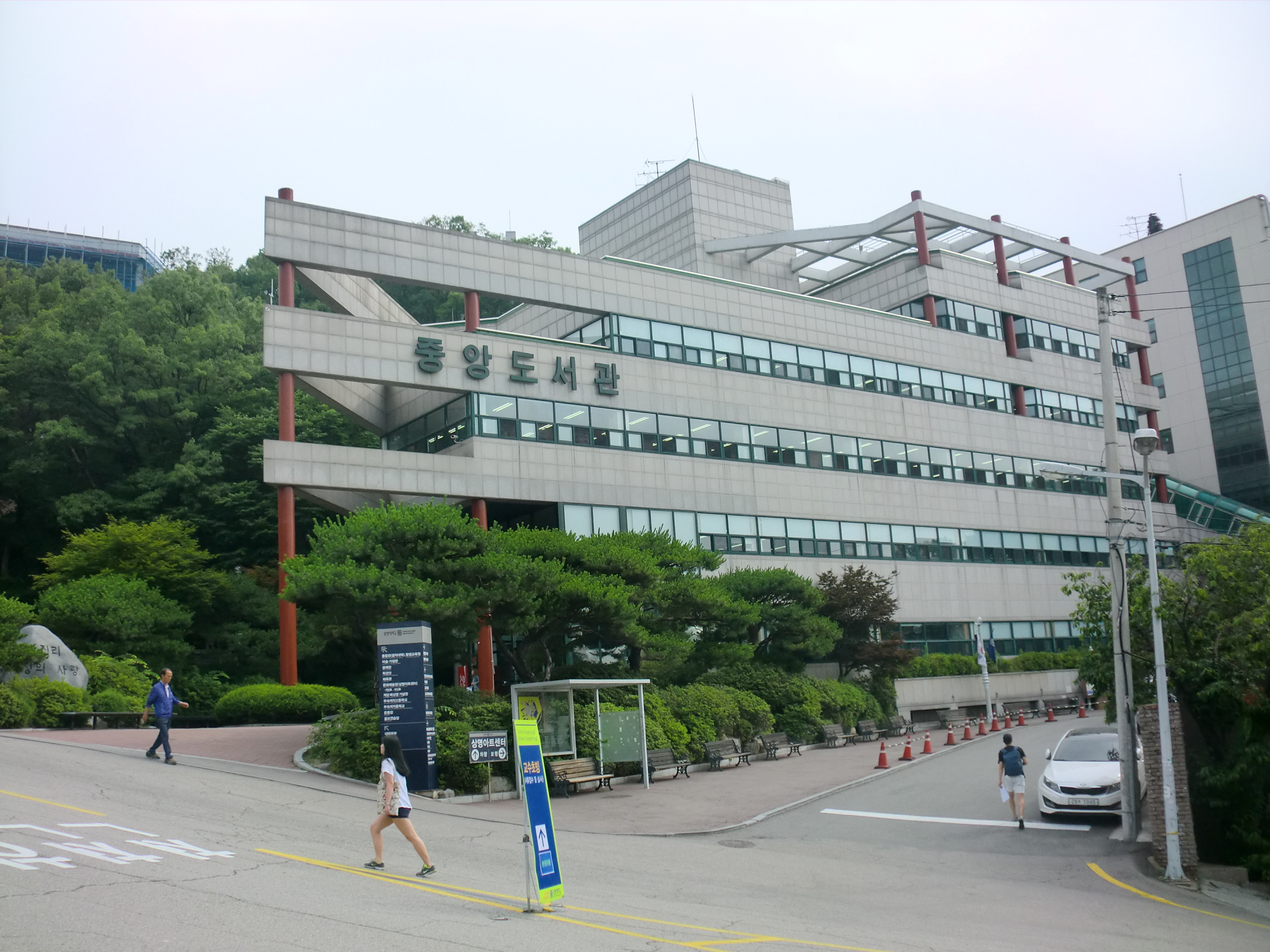

- Wikimedia Commons alberga una categoría multimedia sobre Universidad Sangmyung.

- Datos: Q482819